# Dora Varella
Dora Varella   (São Paulo, 31 de juliol de 2001) és una patinadora de monopatí brasilera. Ha competit en la modalitat de parc en diversos Campionats del Món, acabant 15a el 2018 i 6a el 2019. Varella va participar als Jocs Olímpics de Tòquio de 2020 i va ser 7a a la final. Als Jocs Olímpics de París de 2024 va quedar 4a, amb una puntuació de 89,14.